# Tyndall-jelenség

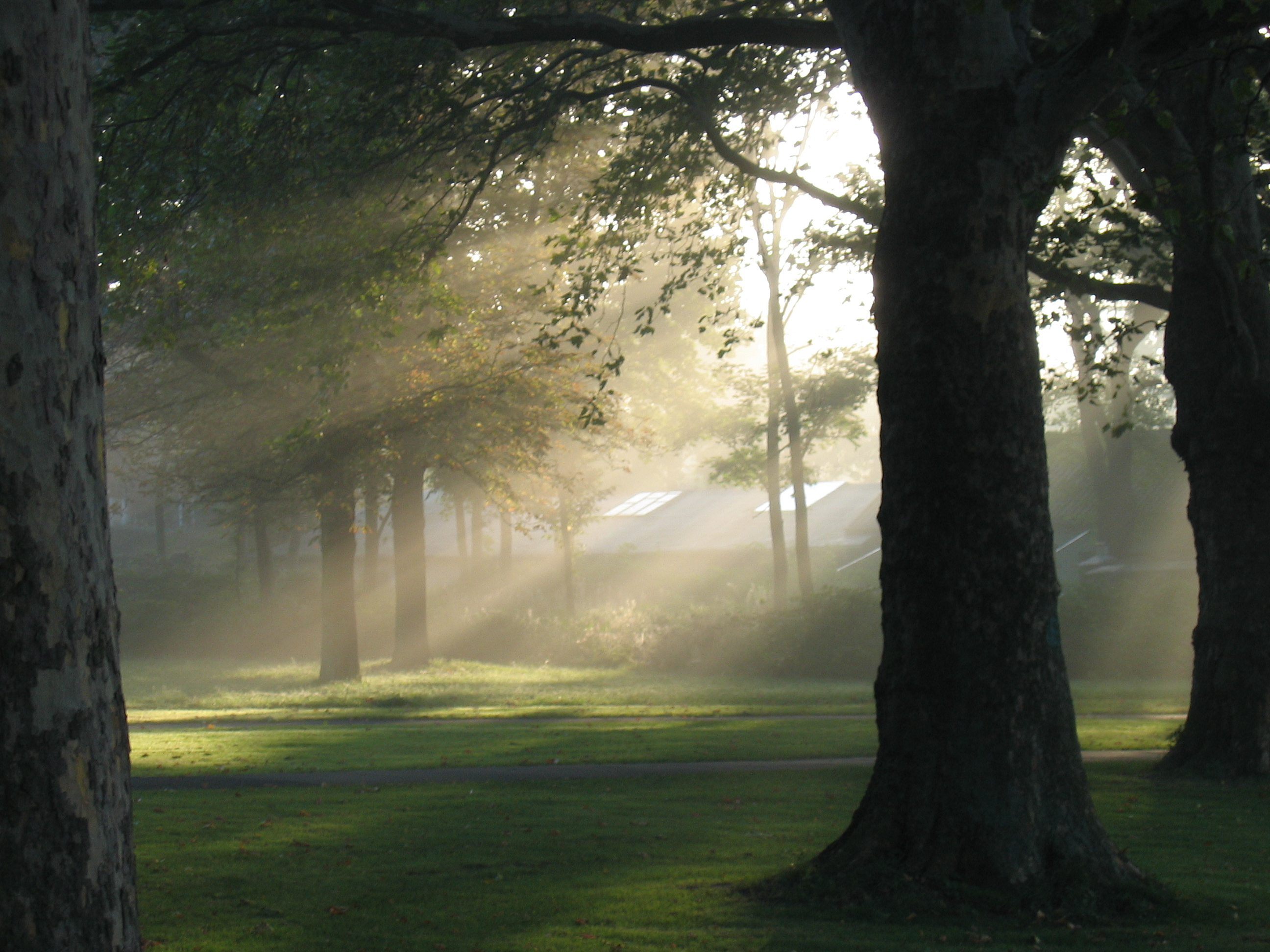
Tyndall-jelenség erdőben

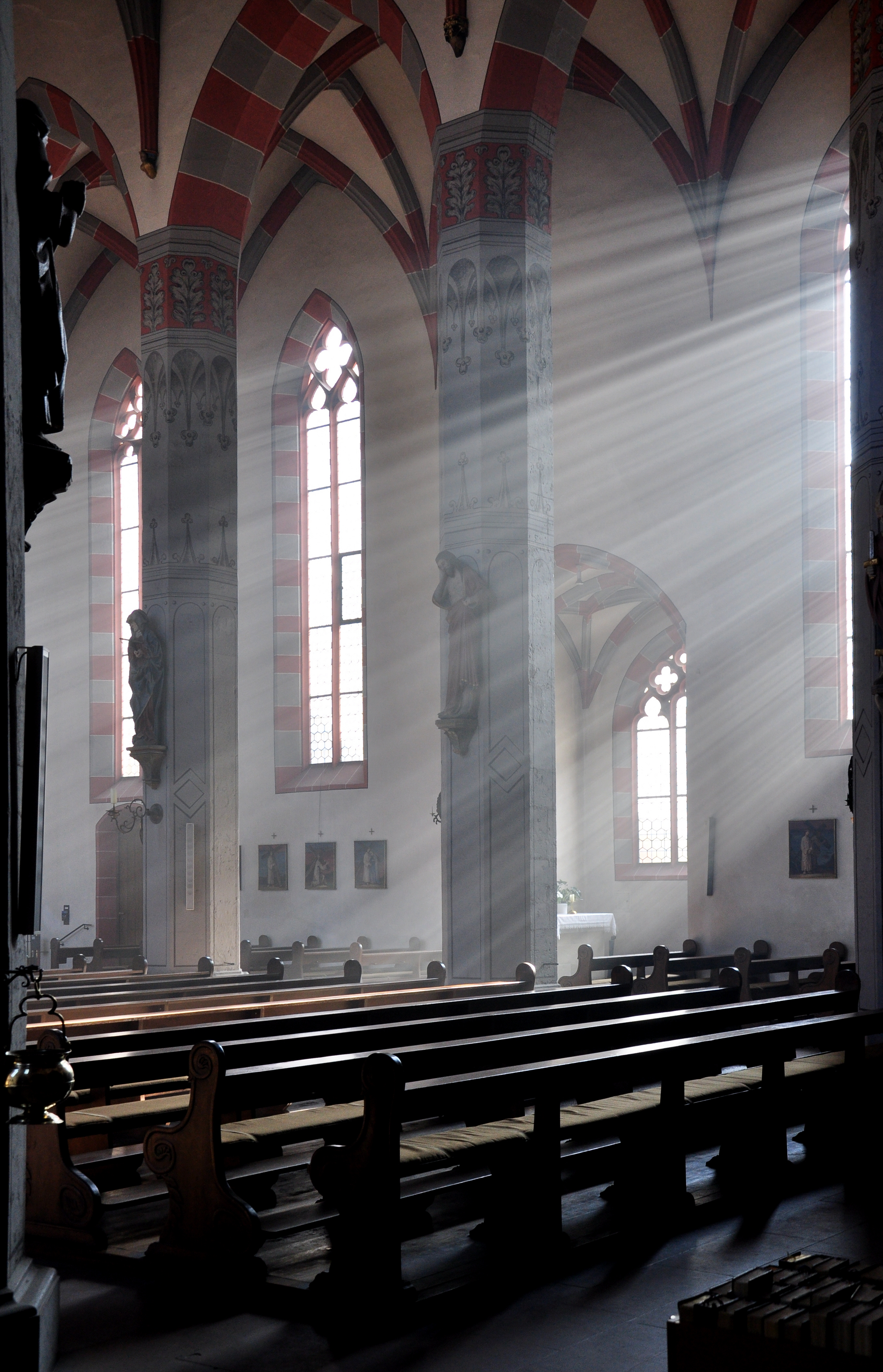
Tyndall-jelenség templomban

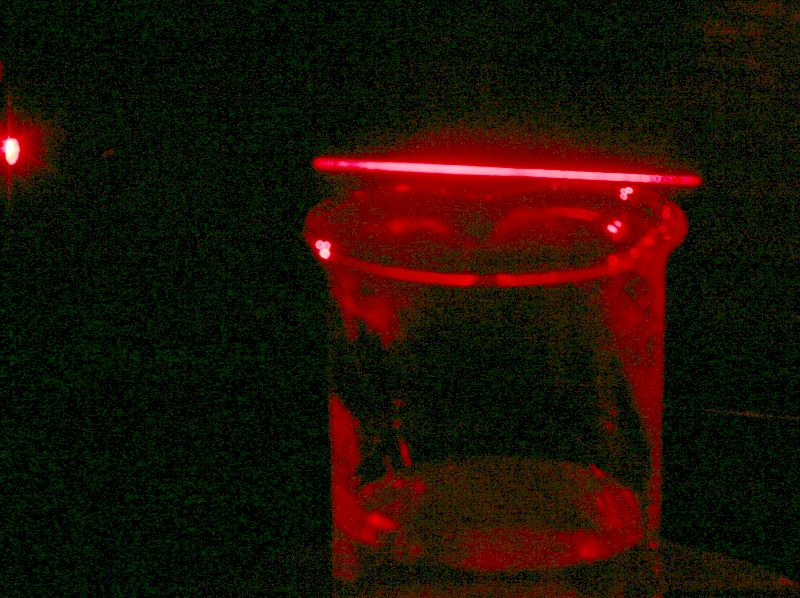
Kolloidokban (pl. füst, köd) a lézerfény is láthatóvá válik

A Tyndall-jelenség kolloidokban lejátszódó fényszóródási jelenség. Elnevezését felfedezőjéről,  John Tyndallról kapta. A jelenség során a kolloidokba érkező fényt a kolloidban lévő részecskék szórják. A szóródási jelenség akkor a legerősebb, ha a szóró részecskék sugara a fény hullámhosszához hasonló: {\displaystyle 2r\geq \lambda \geq r}, ahol „r” a részecskék sugara és „λ” a beeső fény hullámhossza. A részecskék a fényt sokkal nagyobb valószínűséggel szórják tovább a beérkező fotonok mozgási irányával megegyező irányban. A jelenség a hétköznapi életben is gyakran megfigyelhető. Ilyen például a felhők közül előbukkanó napsugár pászma, vagy a zseblámpa fénye ködös, párás időben.
A fogalom eredetileg csupán azt jelentette, hogy a kolloid oldaton áthaladó fény polarizált fényként halad tovább. A Tyndall-jelenségen alapul az ultramikroszkóp.